# Jaime Alguersuari
Jaime Víctor Alguersuari Escudero (Barcelona, 23 maart 1990) is een Spaans autocoureur. Hij reed onder andere in de Formule 1 en de Formule Renault 3.5 Series. In 2009 was Alguersuari de vervanger van Sébastien Bourdais en reed hij voor Scuderia Toro Rosso, naast Sébastien Buemi, vanaf de Hongaarse Grand Prix.
Alguersuari is 19 jaar en 125 dagen oud wanneer hij in de Hongaarse Grand Prix van start gaat. Hierdoor is hij de jongste Formule 1-rijder ooit die aan een Grand Prix start, 57 dagen jonger dan oud-recordhouder Mike Thackwell (Nieuw-Zeeland) die zijn debuut maakte tijdens de Grand Prix van Canada in 1980. Tijdens de Grand Prix van Australië in 2015 wordt dit record verbroken door Max Verstappen, die dan 17 jaar en 166 dagen oud is.
In 2010 blijft Alguersuari bij Toro Rosso. In de Grand Prix van Australië heeft hij 22 ronden lang een gevecht met zevenvoudig wereldkampioen Michael Schumacher, dat hij uiteindelijk verloor. Door deze ervaring behaalt hij een race later in Maleisië wel zijn eerste WK-punten met een negende plaats. In zijn thuisrace behaalt hij een tiende plaats en in de daaropvolgende veertien races wist hij nog maar een keer in de punten te eindigen, in Abu Dhabi op een negende plaats. Hierdoor eindigde hij als negentiende in het kampioenschap.
In 2011 rijdt Alguersuari nog steeds voor Toro Rosso, waar hij in de Grand Prix van Canada met een achtste plaats zijn beste resultaat ooit haalt. In de Grand Prix van Italië verbetert hij dit weer naar een zevende plaats, mede hierdoor eindigt hij op de 14e plaats in het kampioenschap met 26 punten, 11 meer dan zijn teamgenoot Buemi.
Jaime kreeg op het einde van het seizoen 2011 te horen dat hij net als zijn teammaat Buemi bedankt wordt voor zijn diensten. Toro Rosso besluit met een nieuw duo te rijden omdat de renstal een leerschool is voor jonge coureurs en het duo er al drie jaar reed. Buemi vond onderdak als reserve- en testcoureur bij Red Bull, Alguersuari werd testcoureur bij Pirelli.
In het seizoen 2014-2015 zal Alguersuari rijden in het elektrische kampioenschap Formule E. Hij komt hier uit voor Virgin Racing met Sam Bird als teamgenoot.

## Formule 1-carrière

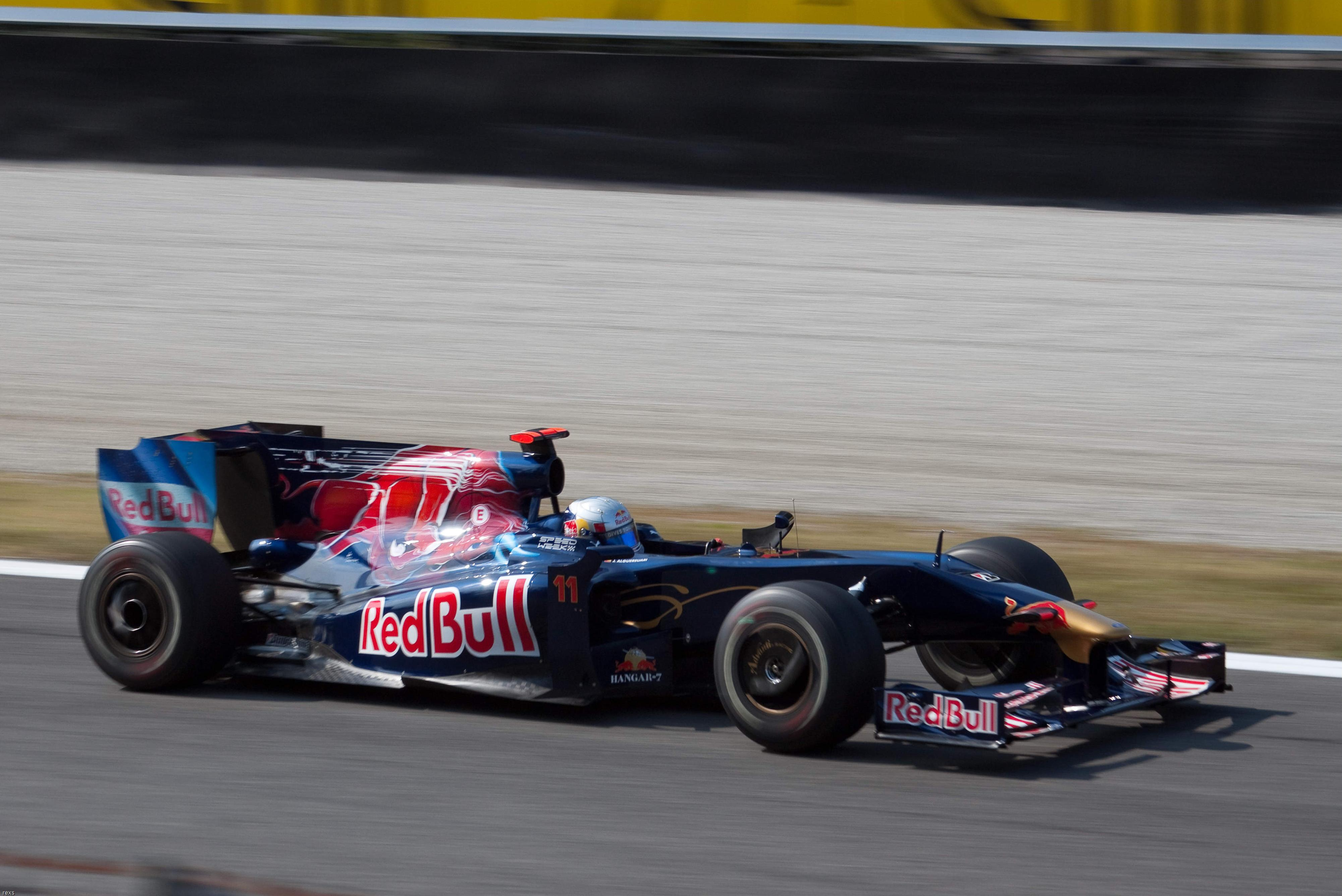
Alguersuari aan de slag voor Toro Rosso in 2009

.
| Jaar/Jaren | Team                |
| ---------- | ------------------- |
| 2009-2011  | Scuderia Toro Rosso |

|                       | 2009 | 2010 | 2011 | Totaal |
| --------------------- | ---- | ---- | ---- | ------ |
| Aantal races          | 8    | 19   | 19   | 46     |
| Aantal zeges          | 0    | 0    | 0    | 0      |
| Aantal pole-positions | 0    | 0    | 0    | 0      |
| Aantal snelste ronden | 0    | 0    | 0    | 0      |
| Aantal podiumplaatsen | 0    | 0    | 0    | 0      |
| Aantal WK-punten      | 0    | 5    | 26   | 31     |
| Eindstand WK          | 24   | 19   | 14   |        |

### Totale Formule 1-resultaten
| Seizoen | Inschrijving        | Chassis         | Motor              | 1      | 2      | 3      | 4      | 5      | 6      | 7      | 8      | 9      | 10     | 11     | 12     | 13     | 14     | 15     | 16     | 17     | 18     | 19     | Pos | Punten |
| ------- | ------------------- | --------------- | ------------------ | ------ | ------ | ------ | ------ | ------ | ------ | ------ | ------ | ------ | ------ | ------ | ------ | ------ | ------ | ------ | ------ | ------ | ------ | ------ | --- | ------ |
| 2009    | Scuderia Toro Rosso | Toro Rosso STR4 | Ferrari 056 2.4 V8 | AUS    | MAL    | CHN    | BHR    | ESP    | MON    | TUR    | GBR    | GER    | HUN 15 | EUR 16 | BEL NF | ITA NF | SIN NF | JPN NF | BRA 14 | ABU NF |        |        | 24  | 0      |
| 2010    | Scuderia Toro Rosso | Toro Rosso STR5 | Ferrari 056 2.4 V8 | BHR 13 | AUS 11 | MAL 9  | CHN 13 | ESP 10 | MON 11 | TUR 12 | CAN 12 | EUR 13 | GBR NF | GER 15 | HUN NF | BEL 13 | ITA 15 | SIN 12 | JPN 11 | KOR 11 | BRA 11 | ABU 9  | 19  | 5      |
| 2011    | Scuderia Toro Rosso | Toro Rosso STR6 | Ferrari 056 2.4 V8 | AUS 11 | MAL 14 | CHN NF | TUR 16 | ESP 16 | MON NF | CAN 8  | EUR 8  | GBR 10 | GER 12 | HUN 10 | BEL NF | ITA 7  | SIN 21 | JPN 15 | KOR 7  | IND 8  | ABU 15 | BRA 11 | 14  | 26     |

## Trivia
- Naast autocoureur heeft Alguersuari ook een eigen opnamestudio in Barcelona en is hij in Spanje bekend onder de naam DJ Squire. Op 14 september 2011 kwam zijn eerste album uit, "Organic Life".